# Cochlostoma canestrinii
Cochlostoma canestrinii es una especie de molusco gasterópodo de la familia Cochlostomatidae en el orden de los Archaeogastropoda.

## Distribución geográfica
Es  endémica de Italia.

## Hábitat
Su hábitat natural son: zonas rocosas.